# Ràdio Mallorca
Ràdio Mallorca (EAJ-13) és una emissora de ràdio amb seu a Palma fundada el 1933
pels germans Josep i Onofre Fuster i Fuster.
Emet en castellà.
Des del 1989, la Cadena Ser n'és l'únic propietari.
Durant la Guerra Civil Espanyola, aquesta emissora feu costat als revoltats i cooperà en l'alçament del 19 de juliol.